# Zofia Nowakowska (wokalistka)
Zofia Nowakowska (ur. 25 lutego 1988 w Kościanie) – polska wokalistka.

## Życiorys

### Wczesne lata
W Szkole Podstawowej nr 6 i Gimnazjum nr 3 w Kościanie śpiewała w zespole wokalnym Gamma II pod kierunkiem Izabelli Kwiecińskiej. Jest absolwentką Liceum im. Agnieszki Osieckiej w Warszawie oraz studiów na wydziale psychologicznym. Przez rok uczyła się śpiewu w Poznaniu u Marzeny Osiewicz.

### Kariera
W latach 2004–2010 występowała w teatrze muzycznym Studio Buffo, gdzie grała we wszystkich ważniejszych spektaklach, w tym rolę Julii w musicalu „Romeo i Julia” (na zmianę z Martą Moszczyńską) czy rolę Anki w musicalu „Metro”. Obecnie związana jest z Teatrem Muzycznym „Roma”, gdzie odgrywała główną rolę Sophie w adaptacji słynnego musicalu Mamma Mia!, poświęconemu grupie ABBA, rolę Niny (główną rolę kobiecą) w musicalu Piloci oraz rolę Amneris w Musicalu Aida.
Ma na swoim koncie wiele nagród, m.in. „Złoty serwisik” (główną nagrodę na Ogólnopolskim Festiwalu Piosenki Dziecięcej i Młodzieżowej w Chodzieży), drugie miejsce w Międzynarodowym Konkursie Piosenki w Jarocinie, trzecie miejsce w ogólnopolskim konkursie piosenki „Debiuty 2004” w Lublinie. W 2004 roku została wyróżniona na Międzynarodowym Konkursie Wokalnym w Bułgarii i zdobyła tytuł dyplomantki.
Razem z czterema kolegami tworzyła zespół rockowy Dylemat, kilkukrotnie śpiewała też na organizowanych przez „GK” Galach Sportu. W roku 2006 zagrała rolę Madame Antoine w operze „Ça Ira”, autorstwa basisty i lidera zespołu Pink Floyd, Rogera Watersa. Artystka wykonywała także utwór będący czołówką serialu Warto kochać nadawanego na antenie stacji TVP1. W 2007 roku dołączyła do nowego składu zespołu Piotra Rubika, w którym jest solistką oraz gra na flecie poprzecznym.
Wiosną 2017 zajęła czwarte miejsce w finale siódmej edycji programu Twoja twarz brzmi znajomo, emitowanego w telewizji Polsat. Nowakowska wygrała pierwszy odcinek programu, wcielając się w rolę Jennifer Lopez. W nagrodę otrzymała czek w wysokości 10 tys. zł., który przekazała podopiecznemu Dolnośląskiej Fundacji Rozwoju Ochrony Zdrowia. Od czerwca występuje w kampanii reklamowej sieci telekomunikacyjnej Plush.
W roku 2020 rozpoczęła, wspólnie z belgijskim producentem muzycznym Davidem Noxem, projekt o nazwie ECHO.

## Dorobek artystyczny

### Teatr
- Musical Romeo i Julia
- Musical Metro
- Ça Ira
- Tyle miłości
- Ukochany Kraj...
- Hity Buffo
- Wieczór Francuski
- Wieczór Włoski
- Wieczór Rosyjski
- Wieczór Amerykański
- Ale MusicALE
- Mamma Mia!
- Piloci
- Aida[4]
- Waitress

### Teatr TV
- 2004: musical Romeo i Julia

### Polski dubbing
- Zaczarowana – Giselle (śpiew)
- Piękna i Bestia – sprzedawczyni ryb
- Elena z Avaloru – Księżniczka Elena
- Muppety – Mary (śpiew)
- Zombi – Adison
- Król lew – dorosła Nala

### Seriale TV
- 2019: Klan – jako Eliza, dziewczyna występująca z Rafalskim w duecie

## Dyskografia
- płyta z muzyką do musicalu Romeo i Julia
- płyta – dodatek do gazety Poradnik Domowy z kolędami w aranżacji Piotra Rubika
- płyta – dodatek do Gazety Wyborczej Najpiękniejsze kolędy i pastorałki w aranżacji Piotra Rubika
- płyta Habitat, moje miejsce na ziemi Piotra Rubika
- płyta RubikOne
- płyta Santo Subito – cantobiografia Jana Pawła II
- płyta Opisanie świata
- płyta z muzyką do musicalu Mamma Mia!
- Album dwupłytowy Z powodu Mojego imienia
- Album dwupłytowy z muzyką z musicalu Piloci

### Single
- „Boję się”
- „Świetlista noc”
- „Oczekiwanie”
- „Nie, nie kocham Cię”
- „To cała prawda”
- „The Right to Love”
- „Twoja”
- „Warto jest wierzyć”
- „Nie obiecuj nic” – maj 2017
- „Zawołaj” – styczeń 2020

### Teledyski
- „To cała prawda” – lipiec 2007
- „The right to love” – lipiec 2007
- „Nie wstydź się mówić, że kochasz” – lipiec 2009
- „Warto jest wierzyć” – październik 2016
- „Nie obiecuj nic” – maj 2017
- „Zawołaj” – styczeń 2020
- „Deja vu” - luty 2021